# Publius Aelius Erasinus

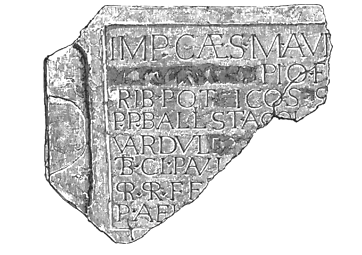
Eine Bauinschrift der Cohors I Fida Vardullorum

Publius Aelius Erasinus war ein im 3. Jahrhundert n. Chr. lebender Angehöriger des römischen Ritterstandes (Eques).
Durch zwei Inschriften, die beim Kastell Bremenium gefunden wurden, ist belegt, dass Erasinus 220 Tribun der Cohors I Fida Vardullorum war, die zu diesem Zeitpunkt in der Provinz Britannia stationiert war.